# アンドレア・ルッソット
アンドレア・ルッソット（Andrea Russotto, 1988年5月25日 - ）は、イタリア・ローマ出身のサッカー選手。ポジションは攻撃的MF、FW。トップ下やサイドハーフもこなせる。テクニックがあり、ドリブルの切れも鋭いものの、気性の激しさも指摘される。

## 経歴
SSラツィオのユースからACベッリンツォーナへ引き抜かれ、2008年には名門SSCナポリにレンタル移籍。しかし、ナポリではレギュラーを掴むことが出来ないままベッリンツォーナへ復帰している。2015年8月31日、USサレルニターナ1919からカルチョ・カターニアに移籍した。

## 代表歴
U-15イタリア代表に選出されて以来、各年代の代表に呼ばれ続け、着実に成長を遂げている。2008年のトゥーロン国際大会、北京オリンピック代表にも選出された。